# سیارک ۱۲۸۹۵
سیارک ۱۲۸۹۵ (به انگلیسی: 12895 Balbastre، نامگذاری:1998QO99) دوازده هزار و هشتصد و نود و پنجمین سیارک کشف شده‌است که در ۲۶ اوت ۱۹۹۸ کشف شد.
قدر مطلق سیارک برابر ۱۷.۰ است.